# Pan-Amerikanische Junioren-Beachhandballmeisterschaften 2016
Die Pan-Amerikanische Junioren-Beachhandballmeisterschaften 2016 (spanisch Campeonato Panamericano Juvenil de Balonmano Playa 2016 beziehungsweise portugiesisch Pan Americanos Juventude de Beach Handball 2016) waren die erste Austragung der kontinentalen Nachwuchsmeisterschaft der Amerikas im Beachhandball. Sie wurde vom 30. März bis 2. April des Jahres in der Altersklasse U 16 von der Pan-American Team Handball Federation (PATHF) veranstaltet und fand in Macuto, Venezuela, statt.
Die Juniorenmeisterschaften wurden in den Amerikas eingeführt, nachdem für das folgende Jahr die ersten Juniorenweltmeisterschaften angesetzt wurden, die wiederum ihrerseits als Qualifikation für die Olympischen Sommerspiele 2018 dienten, bei denen Beachhandball das erste Mal Olympisch war. Dafür qualifizierten sich die Mannschaften jedoch erst bei der folgenden Austragung 2017. Die Meisterschaft fand parallel zur Panamerika-Meisterschaft der A-Nationalmannschaften. Einschließlich der Athleten und -Athletinnen der A-Nationalmannschaften waren etwa 360 Sportler am Start.
Beide Wettbewerbe wurden von den Gastgebern aus Venezuela gewonnen, Brasilien, die „Großmacht“ des Sports, war nicht am Start.
| Frauen Details | Macuto, Venezuela | Venezuela | 2:1 | Uruguay | Kolumbien | 2:1 | Argentinien |
| Männer Details | Macuto, Venezuela | Venezuela | 2:0 | Ecuador | Kolumbien | 2:1 | Argentinien |

## Platzierungen der Mannschaften
| Nation         | Mädchen | Jungen |
| -------------- | ------- | ------ |
| Argentinien    | 4       | 4      |
| Ecuador        | –       | 2      |
| Kolumbien      | 3       | 3      |
| Puerto Rico    | –       | 5      |
| Uruguay        | 2       | –      |
| Venezuela      | 1       | 1      |
| Teilnehmerzahl | 8       | 8      |

| Legende | Legende | Legende | Legende              |
| ------- | ------- | ------- | -------------------- |
| 1       | 2       | 3       | Podest-Platzierungen |
| 4       | 4       | 4       | Halbfinalist         |